# Karl Wazulek
Karl Wazulek (* 13. Dezember 1914 in Wien; † 10. März 1958 ebenda) war ein österreichischer Eisschnellläufer.

## Werdegang
Wazulek, der für den Wiener Eislauf-Verein startete, holte in der Saison 1933/34 bei der Mehrkampf-Europameisterschaft in Hamar die Bronzemedaille und bei der österreichischen Meisterschaft die Silbermedaille. Im folgenden Jahr gewann er bei der Mehrkampf-Europameisterschaft in Helsinki Gold und errang bei der österreichischen Meisterschaft erneut den zweiten Platz. Zudem nahm er bei der Mehrkampf-Weltmeisterschaft in Oslo teil, wo er den siebten Platz belegte. Nach Platz vier bei der österreichischen Meisterschaft und Rang fünf bei der Mehrkampf-Europameisterschaft in Oslo im Winter 1935/36, lief er bei den Olympischen Winterspielen in Garmisch-Partenkirchen auf den 13. Platz über 500 m, auf den 11. Rang über 10.000 m, auf den achten Platz über 5000 m und auf den sechsten Platz über 1500 m. In der Saison 1936/37 kam er bei der Mehrkampf-Weltmeisterschaft in Oslo auf den siebten Platz, bei der Mehrkampf-Europameisterschaft in Davos auf den fünften Rang und bei der österreichischen Meisterschaft auf den zweiten Platz. Im folgenden Jahr holte er bei der Mehrkampf-Weltmeisterschaft in Davos die Silbermedaille und errang bei der Mehrkampf-Europameisterschaft in Oslo den fünften Platz. Nach dem Anschluss Österreichs wurde er in den Jahren 1939 bis 1941 dreimal in Folge deutscher Meister. Bei der Mehrkampf-Europameisterschaft 1939 in Riga lief er auf den 13. Platz.

## Persönliche Bestleistungen
| Disziplin | Zeit        | Datum            | Ort   |
| --------- | ----------- | ---------------- | ----- |
| 500 m     | 43,1 s      | 5. Februar 1938  | Davos |
| 1000 m    | 1:31,3 min  | 24. Februar 1937 | Oslo  |
| 1500 m    | 2:17,8 min  | 5. Februar 1938  | Davos |
| 5000 m    | 8:23,8 min  | 30. Januar 1937  | Davos |
| 10.000 m  | 17:28,2 min | 5. Februar 1938  | Davos |